# Hendrik Jan Davids
Pour les articles homonymes, voir Davids.
Hendrik Jan Davids, né le 30 janvier 1969 à De Bilt, est un joueur de tennis professionnel néerlandais spécialiste du double.

## Palmarès

### Titres en double messieurs
| No | Date       | Nom et lieu du tournoi                            | Catégorie    | Dotation  | Surface         | Partenaire       | Finalistes                     | Score         |  |
| -- | ---------- | ------------------------------------------------- | ------------ | --------- | --------------- | ---------------- | ------------------------------ | ------------- |  |
| 1  | 05-11-1990 | Kremlin Cup Moscou                                | World Series | 297 000 $ | Moquette (int.) | Paul Haarhuis    | John Fitzgerald Anders Järryd  | 6-4, 7-6      |  |
| 2  | 10-06-1991 | Continental Grass Court Championships Bois-le-Duc | World Series | 225 000 $ | Gazon (ext.)    | Paul Haarhuis    | Richard Krajicek Jan Siemerink | 6-3, 7-6      |  |
| 3  | 30-03-1992 | Estoril Open Estoril                              | World Series | 465 000 $ | Terre (ext.)    | Libor Pimek      | Luke Jensen Laurie Warder      | 3-6, 6-3, 7-5 |  |
| 4  | 06-07-1992 | Suisse Open Gstaad                                | World Series | 300 000 $ | Terre (ext.)    | Libor Pimek      | Petr Korda Cyril Suk           | Forfait       |  |
| 5  | 02-08-1993 | Škoda Czech Open Prague                           | World Series | 340 000 $ | Terre (ext.)    | Libor Pimek      | Jorge Lozano Jaime Oncins      | 6-3, 7-6      |  |
| 6  | 11-10-1993 | Bolzano Indoor Bolzano                            | World Series | 290 000 $ | Moquette (int.) | Piet Norval      | David Adams Andreï Olhovskiy   | 6-3, 6-2      |  |
| 7  | 03-11-1997 | Hellmann's Cup Santiago                           | World Series | 303 000 $ | Terre (ext.)    | Andrew Kratzmann | Julián Alonso Nicolás Lapentti | 7-6, 5-7, 6-4 |  |

### Finales en double messieurs
| No | Date       | Nom et lieu du tournoi                            | Catégorie           | Dotation    | Surface         | Vainqueurs                     | Partenaire       | Score         |  |
| -- | ---------- | ------------------------------------------------- | ------------------- | ----------- | --------------- | ------------------------------ | ---------------- | ------------- |  |
| 1  | 02-03-1992 | Copenhagen Open Copenhague                        | World Series        | 130 000 $   | Moquette (int.) | Nicklas Kulti Magnus Larsson   | Libor Pimek      | 6-3, 6-4      |  |
| 2  | 05-07-1993 | Suisse Open Gstaad                                | World Series        | 375 000 $   | Terre (ext.)    | Cédric Pioline Marc Rosset     | Piet Norval      | 6-3, 3-6, 7-6 |  |
| 3  | 26-07-1993 | Dutch Open Hilversum                              | World Series        | 235 000 $   | Terre (ext.)    | Jacco Eltingh Paul Haarhuis    | Libor Pimek      | 4-6, 6-2, 7-5 |  |
| 4  | 07-02-1994 | Muratti Time Indoor Milan                         | Championship Series | 688 750 $   | Moquette (int.) | Tom Nijssen Cyril Suk          | Piet Norval      | 4-6, 7-6, 7-6 |  |
| 5  | 11-04-1994 | Philips Open Nice                                 | World Series        | 288 750 $   | Terre (ext.)    | Javier Sánchez Mark Woodforde  | Piet Norval      | 7-5, 6-3      |  |
| 6  | 07-11-1994 | European Community Championship Anvers            | World Series        | 1 100 000 $ | Moquette (int.) | Jan Apell Jonas Björkman       | Sébastien Lareau | 4-6, 6-1, 6-2 |  |
| 7  | 12-06-1995 | Continental Grass Court Championships Bois-le-Duc | World Series        | 303 000 $   | Gazon (ext.)    | Richard Krajicek Jan Siemerink | Andreï Olhovskiy | 7-5, 6-3      |  |
| 8  | 25-09-1995 | Campionati Internazionali di Sicilia Palerme      | World Series        | 303 000 $   | Terre (ext.)    | Àlex Corretja Fabrice Santoro  | Piet Norval      | 6-7, 6-4, 6-3 |  |
| 9  | 29-01-1996 | Croatian Indoors Zagreb                           | World Series        | 375 000 $   | Moquette (int.) | Menno Oosting Libor Pimek      | Martin Damm      | 6-3, 7-6      |  |
| 10 | 04-03-1996 | ABN AMRO World Tennis Tournament Rotterdam        | World Series        | 725 000 $   | Moquette (int.) | David Adams Marius Barnard     | Cyril Suk        | 6-3, 5-7, 7-6 |  |
| 11 | 22-09-1997 | Romanian Open Bucarest                            | World Series        | 475 000 $   | Terre (ext.)    | Luis Lobo Javier Sánchez       | Daniel Orsanic   | 7-5, 7-5      |  |
| 12 | 29-09-1997 | Campionati Internazionali di Sicilia Palerme      | World Series        | 303 000 $   | Terre (ext.)    | Andrew Kratzmann Libor Pimek   | Daniel Orsanic   | 3-6, 6-3, 7-6 |  |

## Résultats en Grand Chelem

### En simple
| Année | Open d'Australie | Open d'Australie | Roland-Garros | Roland-Garros | Wimbledon | Wimbledon      | US Open | US Open |
| 1997  | -                | -                | -             | -             | 1er tour  | Neville Godwin | -       | -       |

### En double mixte
| Année | Open d'Australie               | Open d'Australie                  | Roland-Garros                 | Roland-Garros                   | Wimbledon                      | Wimbledon                 | US Open                        | US Open                    |
| ----- | ------------------------------ | --------------------------------- | ----------------------------- | ------------------------------- | ------------------------------ | ------------------------- | ------------------------------ | -------------------------- |
| 1995  | 1er tour (1/16) Miriam Oremans | Rachel McQuillan David Macpherson | 2e tour (1/16) Miriam Oremans | Natalia Medvedeva Paul Haarhuis |                                |                           |                                |                            |
| 1997  | 2e tour (1/8) Miriam Oremans   | Manon Bollegraf Rick Leach        | 1/4 de finale Miriam Oremans  | Helena Suková Cyril Suk         | 1er tour (1/32) Miriam Oremans | Linda Wild Donald Johnson | 1er tour (1/16) Miriam Oremans | Yayuk Basuki Menno Oosting |

Sous le résultat, la partenaire ; à droite, l'ultime équipe adverse.